# Szaszeng
A dél-koreai kultúrában a szaszeng vagy szaszeng rajongó (szaszeng (사생, sasaeng, handzsa:私生)) rögeszmés rajongó, aki zaklató magatartást folytat, és ezzel egy koreai idol vagy más közszereplő magánéletének megsértését viszi véghez.
A szaszeng kifejezés a sza (사, sa, handzsa:私) jelentése "magán" és szeng (생, saeng, handzsa:生) jelentése "élet" koreai szavakból ered,  tekintettel a rajongók behatolására a hírességek magánéletébe. 
A koreai média hírességek menedzsereinek becslései szerint a népszerű koreai hírességeknek "500 és 1000 szaszeng rajongója lehet", és naponta mintegy 100 szaszeng rajongó követi őket. A szaszeng rajongókat gyakran 17–22 éves nőknek tekintik, akiket arra késztetnek, hogy bizonyos hírességek figyelmének felkeltése érdekében bizonyos esetekben határokon átnyúló bűncselekményeket jelentsen. 
Ilyen cselekedetek lehetnek például a hírességek felkeresése a kollégiumaikban vagy otthonukban, személyes vagyontárgyaiknak vagy információiknak ellopása, a családtagjaik zaklatása és nem megfelelő ajándékok, például fehérneműk küldése az idoloknak. 

## Háttér

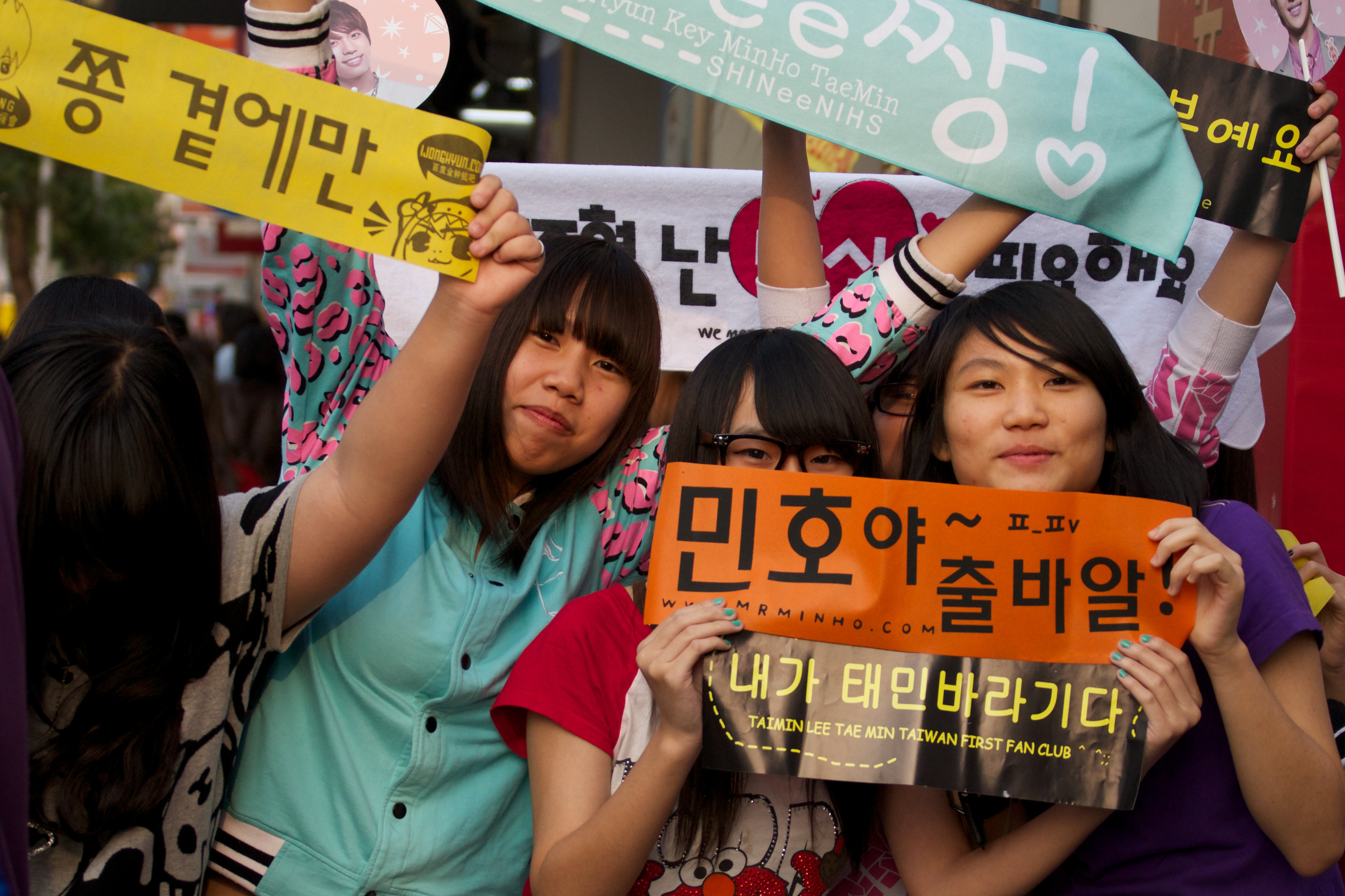
A SHINee csoport tajvani K-pop rajongói. A koreai hullám növekvő befolyása sok külföldi K-pop rajongót vonz

Habár a szaszeng kifejezés jóval később jelent meg, a rögeszmés, zavaró rajongók viselkedése, amit jellemez, az a K-pop idolcsoportok és a rajongótáborok számának növekedésével jelent meg az 1990-es években, amint azt a helyi angol nyelvű újság, a Korea JoongAng Daily 2001-ben leírt. Vannak beszámolók az ilyen rajongói viselkedésről a digitális korszak előtt az ipar veteránjaitól és az első generációs K-pop csoportok tagjaitól, például a H.O.T-tól és a G.o.d-től.    
A koreai popkultúra-ipar gyors fejlődésével, valamint a koreai hullám nemzetközi elterjedésével a 2000-es években és az utóbbi években külföldi szélsőséges és zavaró rajongói viselkedést tapasztaltak a koreai idolok és hírességek iránt is.

## Motivációk
Több szaszeng azért a vágy miatt motivált, hogy az idoljaik által fel legyenek ismerve, és kitűnjenek a további rajongó közül. Egy szaszeng ezt a magyarázatot adta egy interjúban a viselkedésére:
Úgy érzem, hogy jobban megismerkedek és közelebb kerülök a szeretett idolhoz. Ha koncertre megyek, több ezer ember vesz részt, tehát az idol nem tudja, ki vagyok. De ha szaszeng leszek, fel fognak ismerni. Ha továbbra is azt mondom nekik: „Itt vagyok. Láttalak már itt korábban. Itt vagyok." Ezután elkezdenek tudomásul venni engem, és megkérdezik: 'Ma is eljöttél?' A szaszeng rajongók számára jó dolog az, ha idoljaik felismerik őket. 
Ez az idolok általi egyedi elismerés iránti igény jelentõs szaszeng-cselekedeteket táplált. A fizikai támadás az egyik módja hogy emléket keltsen a szaszeng. 2012-ben egy szaszeng állítólag megpofozta Pak Jucshont, a JYJ fiúegyüttes akkori tagját, azzal indokolva magát, hogy az idol biztosan emlékszik majd rá.
Míg a szaszengek hálózatot hoztak létre az információk terjesztése és megosztása érdekében, egy szaszeng tevékenysége szintén individualista. Az a szaszeng, aki legközelebb állhat egy idolhoz, vagy aki szerezhet személyes információt, ami senki másnak sincs meg, nagyobb tiszteletet szerez a többi szaszeng között.

## Szaszeng rajongók az anti-rajongókkal szemben
Az anti-rajongók ellentétben állnak a szaszeng rajongókkal, mivel fő céljuk az, hogy bizonyos idolok és csoportok végső kudarcát lássák.  2006-ban Csong Junhót, a TVXQ duó tagját kórházba szállították, miután egy látszólagos rajongótól elfogadott egy ragasztóval megspékelt italt. Az elkövetőt nem sokkal később letartóztatták. A gyanúsított ebben az esetben Junhónak egy levelet küldött, amely kritizálta a TVXQ-t, és látszólag a duó egészét fenyegette,  és később bevallotta, hogy a TVXQ anti-rajongója. Míg mind a szaszeng rajongók, és az anti-rajongók olyan tevékenységekben vesznek részt, amelyek kárt okoznak idoloknak és együtteseknek, a szaszeng rajongókat inkább az idolok elismerésének vágya motiválja, nem pedig a célpontjuk megszégyenítése és sikerek elérésének megakadályozása.

## Taktikáik
A szaszengek különféle módszereket fejlesztettek ki az idolokkal kapcsolatos információk megszerzésére, és létrehoztak egy szaszeng hálózatot az információk megosztására és a feladatok elvégzésére csoportok formálására. 
Megjegyezték, hogy a szaszeng rajongók, akik elég idősek ahhoz dolgozni tudjanak, megpróbálnak olyan iparágakban munkát szerezni, ahol közelebb tudnak idoljaikhoz vagy rájuk vonatkozó információkhoz jutni. 
A célzott munkahelyek között lehetnek légitársaságok, telefonos társaságok és hitelkártya-társaságok. 2017-ben a Brave Entertainment, Samuel szólóművésznek a kiadója elbocsátott két alkalmazottat szaszeng rajongói tevékenység miatt, amely magában foglalta más művészek követését és Samuelről szóló személyes adatok közlését.
A közösségi média növekvő népszerűsége lehetővé tette az idolokkal kapcsolatos információk értékesítését olyan közösségi média platformokon, mint a Twitter, a KakaoTalk és az Instagram.
Néhány szaszeng széles körű személyes adatokhoz fér hozzá, amelyek magukban foglalhatják a lakcímeket, mobiltelefon-számokat, repülési részleteket, személyes közösségi média-fiókokat, hitelkártya-számlaszámokat, audio felvételeket és videókat. 

Egyes eladók azt is kínálják, hogy értékesítsék az ezen információk megszerzéséhez használt módszereket. Az ilyen információk egyik eladója tweetelt:
Nagyon sok idolról információm van. EXO, BTS, NCT, Wanna One, Produce 101, stb. Hangfelvételek, Kakao Talk, telefonszámok, útlevelek, Twitter [fiókok], kollégiumok, privát Instagram-fiókok és videók. Küldj nekem DM-t [közvetlen üzenet]. 
Az úgynevezett "szaszeng taxi" egy olyan módszer, amelyet a szaszengek használnak, hogy kövessék idoljaikat a tervezett tevékenységeikhez vagy személyes találkozóikhoz. Az ilyen taxik átlagosan napi 600 dollárt számítanak fel, és egész nap idolt vagy együttest követnek, túllépik a sebességkorlátozásokat és megszegik az egyéb közlekedési szabályokat. Az ilyen taxik sofőrjei várhatnak helyszíneken az ügyfelekre várva.
Az ilyen, időben és pénzben is költséges módszerek miatt a szaszeng rajongók hiányoznak vagy ki lesznek rúgva az iskolából, internetkávézókban alszanak, vagy prostitúcióhoz fordulnak, hogy fedezzék a szaszeng-léttel kapcsolatos kiadásaikat.
2014-ben egy 21 éves nőt tartóztattak le az EXO együttes arculatával rendelkező kamu merchandise eladása miatt. A legtöbb vásárló soha nem kapta meg termékeit, vagy a nő által bérelt termékeket kaptak. A nő később elismerte, hogy a körülbelül 4,7 millió KRW nyereségét (kb. 4583 dollárt), amelyet felhalmozott, az EXO szoros követésének fedezésére szánta.

## A médiában
A média úgy értelmezi, hogy a szaszeng rajongók olyan emberek, akik "normális" rajongók voltak , de személyes és társadalmi életüket azután arra szentelik, hogy kitűnjenek, vagy közelebb álljanak egy idolhoz vagy hírességhez.
A szaszeng viselkedésnek a médiában való ábrázolása gyakran vonzza a félelmet és a megbélyegzést a szelektíven bemutatott, problematikusként azonosított cselekedetekkel, beleértve az iskolai képzés hiányát és az internetes kávézókban való alvást, hogy idolokkal találkozzanak.
A szaszeng rajongók viselkedésének tipikus megjelenítései a médiában a társadalmilag zavaró rajongói tevékenység egy példájára vagy esetére összpontosítanak, és olyan forrásokból származó kritikát tartalmaznak, amelyekbe beletartoznak az "átlagos" rajongók, az ipar képviselői és más szereplők, akiknek társadalmi helyzete erkölcsi súlyt ad a negatív lefedettségre. 
A K-pop rajongói gyakran gyorsan megkülönböztetik a „normál” rajongót és a viselkedést, amelyről azt mondják, hogy jellemzi a szaszeng rajongót. 
A szaszeng rajongói identitást gyakran reprezentálják a tömegsajtóban és a közösségi médiában, olyan kifejezéseket használva, amelyek negatív konnotációkat hordoznak és szélsőségeket fejeznek ki, például "őrült", "rögeszmés", "rendellenes", "pszichotikus" és "zavaró". 

## Idolok és cégeik válaszai
A szórakoztató társaságok, az idolegyüttesek és az egyéni idolok reagáltak a közösségi médián vagy interjúk során a szaszeng tevékenységre. Ezeknek az eseteknek a nagy részét Soompi, egy koreai popkultúra híroldal dokumentálta.

### Egyéni idolok
Egy 2018. júliusi interjúban Brian, a Fly to the Sky R&B duó tagja kijelentette, hogy a csomagokat kézbesítették személyes címére, és nemcsak saját maga, hanem családja iránt is aggódott, akiket szintén zaklatnak. Azt mondta: "Szeretném tudni, mi az oka annak, hogy ilyen rossz kommentárokat hagynak, és azt akarom, hogy állítsák le őket."  Egyéb egyéni válaszok közé GOT7 Mark-ja és Jongdzséja, az EXO Layje és Ailee, akik mind szemrehányást tettek a szaszeng rajongókra akik követték az idolokat a lakóhelyükre,  és elárasztották az idolok telefonjait hívásokkal és SMS-ekkel,   nemkívánatos videókat és képeket készítettek az idolokról,  és az idolokat követték a napirendjüknek megfelelően.
2016. április hónapban Taeyeon, a Girls' Generation együttes tagja panaszkodott, hogy állandó hívásokat fogad idegenektől. Képernyőképeket posztolt az idegenektől érkező nem fogadott hívásokról az Instagram oldalán, mondván: "Csak engedj aludni" és "Ez mindkettőnknek egyáltalán nem segít". 
2016 áprilisában Key, a Shinee tagja egy fotót tett közzé az Instagram oldalán egy KakaoTalk csoportos csevegésről, amely tele volt külföldi rajongókkal. Azt állította, hogy küzd a szaszeng rajongók csevegőszoba-meghívásainak és nem fogadott hívásainak száma miatt, mondván: "Nem hívhatod rajongónak magadat", és "Ez tényleg sértő, és elviselhetetlen". 

### Idolcsoportok
2013-ban az EXO együttes tagjai együttesen fejezték ki csalódottságukat, megjegyezve, hogy a "normál" rajongók tisztességtelen bánásmódban részesülnek, mivel gyakran összetévesztik őket a szaszengekkel. Suho, az egyik tag felszólította a szaszengeket, hogy hagyják abba az ilyen viselkedést, ha valóban törődnek a csoporttal. 

### Szórakoztatóipari cégek
A szórakoztató társaságok a szaszeng rajongók és tevékenységeik kérdésével is foglalkoztak. A Swing Entertainment, a Wanna One együttes otthona azzal vádolta a szaszeng rajongókat, hogy a bandák tagjai stresszt okoztak az együttes tagjainak a 2018-as turnéjukon. 
A Dreamcatcher lányegyüttes ügynöksége, a Happy Face Entertainment elmondta a szaszengeknek, akik a tervezett találkozón vártak tagokra, és titokban fényképeket és videókat készítettek róluk, hogy az ilyen nemű viselkedést hagyják abba. Az ügynökség kijelentette, hogy ezek a cselekmények megsértették a zenekar tagjainak magánéletét.

### Hatásuk az idolokra
A szaszeng rajongók cselekedetei pszichológiai hatással lehetnek egyes idolokra. D.O., az EXO együttes tagja egy interjúban elmondta, hogy a szaszengek miatt áldozati mentalitás alakult ki nála, és ez súlyosan befolyásolta nyilvános fellépéseit és tevékenységeit. 2016-ban Kim Hicshol, a Super Junior tagja leírta a paranoia érzéseit és azt a traumát, amelyet egyes szaszeng rajongók cselekedetei okoztak neki.  A Handsome Boys of the 20th Century showban az első generációs idolénekesek mint Un Dzsivon (Sechs Kies) és Mun Hidzsun (HOT) szintén paranoid érzelmekbe estek, amikor elhagyták otthonaikat. Un kijelentette, hogy a videojátékok iránti függőségben szenved, mivel otthon marad, és attól tart, hogy rajongói tömegek elárasztják őt.

## Jogi válaszok
Sok ország rendelkezik a szaszeng rajongókra jellemző viselkedést korlátozó törvényekkel. Az Egyesült Államokban Kaliforniában 1990-ben elfogadták az ország első törvényét, amely a követés ellen van. A törvények államonként különböznek, de minden államban vannak törvények a követés ellen. 
Németországban a büntetőtörvénykönyv 238. szakasza 2007 óta büntetőjogi szankciókat vetett ki a kísértésről, és a jogi védelmet megerősítették a lopás elleni védelem javításáról szóló törvény 2017. évi hatálybalépésével- Japánban számos törvény rendelkezik a hírességek követésének különféle szempontjairól. 
Bár a szaszeng rajongói tevékenység az 1990-es évek óta nehézségeket okozott a K-pop hírességeknek, Koreában évek óta nem volt külön törvény, amely megakadályozná vagy szankcionálná a hírességek követését.
Egy szaszeng rajongói incidens, amelyben a Szanullim (Sanulrim) együttes vezető énekese, Kim Cshangvan is érintett volt, arra ösztönözte a kormányt, hogy cselekedjen. Kimet egyik rajongója több mint 10 éven át követte, és végül meg is vádolta ezzel a rajongót. Az egyéves börtönbüntetést követően a rajongó folytatta az énekes követését, végül megtámadta az énekest és megsértette az orrát. 
A törvényt 2011-ben módosították annak érdekében, hogy  beletartozzon a "tartós zaklatás" vagy a követés bűncselekménye.
Ez a kikötés, amelyet Dél-Koreában 2011 februárjában írtak alá a kisebb bűncselekményekről, az idolok védelmére irányult a túlzott rajongók ellen. Ugyanebben az évben a dél-koreai kormány koreai kreatív tartalmi ügynöksége támogatóközpontot hozott létre a hírességek számára, hogy tanácsadási szolgáltatásokat nyújtsanak a hírességeknek a pszichológiai stressz felszámolására.
A kisebb bűncselekményekről szóló törvényt 2013 márciusában felülvizsgálták, hogy 80 000 KRW (akkoriban körülbelül 72 USD) pénzbírságot szabjon ki a követés büncselekményéért. A növekvő aggodalmak és a követő áldozatok számának növekedése miatt egy új dél-koreai törvényjavaslatot vezettek be 2016 februárjában, amely 20 millió KRW-ra (akkoriban körülbelül 17 000 USD) és két év börtönre emelte a követés maximális büntetését.
2018. február 22-én nemzeti koordinációs ülést tartottak. Ezen az ülésen a kormány bejelentette, hogy az év első felében véglegesíti a követés és a házastársi erőszak megelőzését célzó intézkedések és szankciók részleteit, és pontosítja a követés bűncselekményének és annak típusainak a meghatározását. 
Leírták benne, hogy a követés büntetései szigorúbbak lesznek, magasabb pénzbírságok és börtönbüntetések alkalmazásával. Ezeket az intézkedéseket a hírességek követésével kapcsolatos esetekben kellett alkalmazni, felismerve, hogy a koreai hírességek a szaszeng rajongók cselekedetei miatt mind fizikai, mind mentális bántalmakat szenvednek.
2018 novemberében az új intézkedések még nem váltak törvényekké, és még nem jelentek meg a kormány honlapján, amely felsorolja az összes koreai törvényt.

## A popkultúrában
Az 1990-es évek végi népkultúra eseményeit ábrázoló Reply 1997 televíziós sorozat a rajongók megszállottságának növekedését mutatja be a hírességekkel szemben. Mivel a rajongók lehetőségei korlátozottak voltak a hírességekkel való kapcsolattartáshoz, az emberek úgy döntöttek, hogy Sukso rajongók vagy szaszeng rajongók lesznek, akik egész éjjel híresség házán kívül maradnak, amíg meglátják bálványukat. Ezeknek a rajongóknak saját szabályai voltak a ház  elleni támadásra, amivel kicsalogatták a hírességeket, és amikor az kijött, lefényképezték.

## Fordítás
Ez a szócikk részben vagy egészben  a   Sasaeng fan című angol Wikipédia-szócikk ezen változatának fordításán alapul.  Az eredeti cikk szerkesztőit annak laptörténete sorolja fel. Ez a jelzés csupán a megfogalmazás eredetét és a szerzői jogokat jelzi, nem szolgál a cikkben szereplő információk forrásmegjelöléseként.